# شن (زمین‌شناسی)
شن، دانه یا شن ریزدانه (انگلیسی: Granule) به سنگی گفته می‌شود که اندازه ذره در آن بر پایه مقیاس فی در رسوب‌شناسی بین ۲ تا ۴ میلی‌متر باشد. به‌طور کلی شن ریزدانه بزرگ‌تر از ماسه (قطر ۰٫۰۶۲۵ تا ۲ میلی‌متر) و کوچک‌تر از ریگ (قطر ۴ تا ۶۴ میلی‌متر) به‌شمار می‌آید. سنگی به‌طور عمده از شن ریزدانه تشکیل شده باشد را کنگلومرای دانه‌ای یا کنگلومرای شنی می‌نامند.